# Physalaemus fernandezae
Physalaemus fernandezae é uma espécie de anfíbio da família Leptodactylidae.
Pode ser encontrada na Argentina, no Uruguai e possivelmente no Brasil.
Os seus habitats naturais são: campos de gramíneas de baixa altitude subtropicais ou tropicais sazonalmente húmidos ou inundados, marismas intermitentes de água doce e áreas rochosas.
Está ameaçada por perda de habitat.